# Барон Незерторп
Барон Незерторп из Энстона в графстве Западный Йоркшир — наследственный титул в системе Пэрства Соединённого королевства. Он был создан 10 марта 1959 года для Джеймса Тернера (1908—1980), президента Национального союза фермеров (1945—1960) и королевского сельскохозяйственного общества.
По состоянию на 2024 год носителем титула являлся его внук, Джеймс Фредерик Тернер, 3-й барон Незерторп (род. 1964), который сменил своего отца в 1982 году.

## Бароны Незерторп (1959)
- 1959—1980: Джеймс Тернер, 1-й барон Незерторп (6 января 1908 — 8 ноября 1980), сын Альберта Эдварда Мэнна Тернера (1870—1948)[1];
- 1980—1982: Джеймс Эндрю Тернер, 2-й барон Незерторп (23 июля 1936 — 4 ноября 1982), старший сын предыдущего[2];
- 1982 — настоящее время: Джеймс Фредерик Тернер, 3-й барон Незерторп (род. 7 января 1964), старший сын предыдущего[3]
  - Наследник титула: достопочтенный Эндрю Джеймс Эдвард Тернер (24 марта 1993), старший сын предыдущего[4].